# Marpissa grata
Marpissa grata là một loài nhện trong họ Salticidae.
Loài này thuộc chi Marpissa. Marpissa grata được Willis J. Gertsch miêu tả năm 1936.